# Nihat Erim
Nihat Erim (30. listopadu 1912 – 19. července 1980) byl turecký politik a právník. V letech 1971 až 1972 zastával na čtrnáct měsíců úřad tureckého premiéra. V roce 1980 byl zabit při atentátu v Istanbulu, když jej zastřelili dva členové radikální levicové militantní skupiny Dev Sol.

## Dílo
- Le Positivisme Juridique et le Droit International (Judicial Positivism and International Law), 1939.
- XVII. Yüzyıldan Zamanımııza Kadar Tabii Hukuk Nazariyeleri (Natural Theories of Law from 17th Century Until Today), translation from Le Fur, 1940.
- Amme Hukuku Dersleri (Public Law Lessons), 1941.
- Devletlerarası Amme Hukuku (International Public Law), translation from Le Fur, 1944.
- Siyasi Tarih ve Devletlerararası Hukuk Metinleri (Political History and International Law Texts), 1953.